# Kallesomanahalli, Channarayapatna
Kallesomanahalli là một làng thuộc tehsil Channarayapatna, huyện Hassan, bang Karnataka, Ấn Độ.